# 3212 Agricola
3212 Agricola è un asteroide della fascia principale. Scoperto nel 1938, presenta un'orbita caratterizzata da un semiasse maggiore pari a 2,2557328 UA e da un'eccentricità di 0,1526855, inclinata di 7,81299° rispetto all'eclittica.
È dedicato a Michele Agricola, teologo e vescovo luterano finlandese.